# Adonis (Le Breton)
Pour les articles homonymes, voir Adonis.
Adonis est une pièce de théâtre de Guillaume-Gabriel Le Breton publiée en 1569.
Elle a été représentée en 1569 devant Charles IX, puis, en 1577 à l'Hôtel de Bourgogne et en 1579 au Collège de Boncourt. C'est une tragédie en 5 actes.

## Résumé
- Acte I : Vénus a décidé de  faire porter des cornes à Vulcain en aimant Adonis.  Le « mignon » accepte de ne pas aller à la chasse, que redoute sa divine maîtresse, et propose de continuer leurs ébats.
- Acte II : ulcéré d'être trompé, Mars décide d'exercer sa vengeance sur le damoiseau.
- Acte III : deux chasseurs amis d'Adonis, Montan et Sylvain, discutent du Sort trompeur et des présages. Vénus dispute son fils Cupidon.
- Acte IV : Sylvain raconte à Montan la mort d'Adonis, tué par le sanglier qu'il chassait.
- Acte V : Vénus énumère les beautés de son amant trépassé et jure de se venger.